# Станхе, Родольфо
Родольфо Эмилио Эдуардо Станхе Олькерс (исп. Rodolfo Emilio Eduardo Stange Oelckers; 30 сентября 1925, Пуэрто-Монт — 26 ноября 2023) — чилийский полицейский и политик, командующий корпусом карабинеров в 1985—1995, член правительственной хунты в 1985—1990. После возвращения Чили к гражданскому правлению — сенатор в 1998—2006.

## Биография
Родился в семье выходцев из Германии. Учился в Немецком институте Пуэрто-Монта.

### Полицейская служба
В 1945—1947 проходил армейскую службу в элитном подразделении Sangra. После армии поступил в полицейскую школу. При обучении отличался блестящими успехами. В 1949 получил звание лейтенанта карабинеров.
Служил в различных городах Чили. Стажировался в ФРГ. В 1970 стал администратором полицейского училища, в 1972 возглавил Полицейскую академию. С 1978 — генерал карабинеров, куратор системы полицейского образования. В 1983 назначен заместителем командующего корпусом карабинеров. В этой должности курировал оперативные подразделения. Будучи сторонником жёсткого полицейского порядка, Родольфо Станхе полностью поддерживал диктаторский режим Аугусто Пиночета.

### Во главе полиции. Член военной хунты
2 октября 1985 года командующий корпусом карабинеров Сесар Мендоса был вынужден подать в отставку из-за скандала, связанного с убийством трёх коммунистов. На его пост был назначен Станхе, ставший по должности членом правительственной хунты. Во главе чилийской полиции Станхе активно модернизировал правоохранительную систему, внедрял новые методы сыска и программы подготовки сотрудников.
Родольфо Станхе активно взаимодействовал с правоохранительными органами различных стран мира — США, ФРГ, ЮАР, Израиля, Италии, Испании, Франции, Бразилии, Перу, Эквадора, Аргентины, Сальвадора, Мексики, Панамы, Египта. Имел иностранные награды.
Родольфо Станхе оставался командующим корпусом карабинеров и после упразднения военного режима и перехода к демократическим порядкам (несмотря на обвинения левой общественности в причастности к политическим репрессиям и тайным убийствам). Он занимал этот пост до осени 1995 года.

### В политике. Обвинения и авторитет
После отставки Станхе занялся политической деятельностью. Он примкнул к правой партии Независимый демократический союз. На выборах 1997 Родольфо Станхе был избран в сенат Чили. Занимался законодательством в сфере организации общественных работ и охраны окружающей среды.
В марте 1994 в отношении Станхе были выдвинуты обвинения в косвенной причастности к тройному убийству, повлекшему отставку Мендосы — «нарушении воинского долга и препятствовании правосудию». В 2007 Станхе привлекался по обвинению в убийстве двух активистов Революционного левого движения. Однако ни одно из обвинений не было доведено до суда.
Станхе сохранял высокий авторитет в корпусе карабинеров Чили. К его мнению обращались для прояснения ситуации в ведомстве. В августе 2012 года он был награждён Большой звездой Честь и Традиция. В церемонии принимали участие представители высшего руководства чилийской полиции.
Родольфо Станхе являлся видным деятелем военно-диктаторского режима. Однако он воспринимался в большей степени как полицейский профессионал, нежели как член пиночетовской хунты.